# 당신과 함께 살아가요
〈당신과 함께 살아가요〉(일본어: あなたと共に生きてゆく 아나타토토모니이키테유쿠[*])는 테레사 텐의 싱글로, 1993년 5월 12일 발매되었다. (CD: TADL-7357, TASL-7357) 곡의 작사는 사카이 이즈미가, 작곡은 오다 테츠로, 편곡을 하야마 타케시가 맡았다. 이 곡은 화장품 광고의 삽입곡으로 사용되었다.
B 사이드 곡은 〈사랑하고 사랑받으며〉(愛し愛されて 아이시아이사레테[*])이며, 작사·작곡을 나가이 류운이, 편곡을 카와구치 마코토가 맡았다.
이 곡을 발표한 가수는 테레사 텐을 포함해 모두 셋이다. 하나는 곡의 작사자 사카이 이즈미(ZARD)이며, 2005년 정규앨범 《그대와의 Distance》에 이 곡을 수록했다. 이 둘은 곡에 담긴, 삶에 대한 긍정적인 가사와는 반대로, 이 곡을 발표한 2년뒤에 모두 사망했다. 나머지 한명은 2016년에 싱글을 발표한 유키 사오리이며, 유키의 곡은 테레사 텐의 음성에 덧대 듀엣곡으로 부른 것이다.

## 수록곡
| #            | 제목                                                  | 작사          | 작곡         | 편곡            | 재생 시간 |
| ------------ | ----------------------------------------------------- | ------------- | ------------ | --------------- | --------- |
| 1.           | 〈〈당신과 함께 살아가요〉〉 (あなたと共に生きてゆく) | 사카이 이즈미 | 오다 테츠로  | 하야마 타케시   | 5:00      |
| 2.           | 〈〈사랑하고 사랑받으며〉〉 (愛し愛されて)            | 나가이 류운   | 나가이 류운  | 카와구치 마코토 | 3:51      |
| 3.           | 〈〈당신과 함께 살아가요〉〉 (Original Karaoke)       |               |              |                 | 4:59      |
| 4.           | 〈〈사랑하고 사랑받으며〉〉 (Original Karaoke)        |               |              |                 | 3:50      |
| 총 재생 시간 | 총 재생 시간                                          | 총 재생 시간  | 총 재생 시간 | 총 재생 시간    | 17:40     |